# Грабиці (Любуське воєводство)
Грабиці (пол. Grabice) — село в Польщі, у гміні Губін Кросненського повіту Любуського воєводства.
Населення — 291 особа (2011).
У 1975-1998 роках село належало до Зеленогурського воєводства.

## Демографія
Демографічна структура станом на 31 березня 2011 року:
|          | Загалом | Допрацездатний вік | Працездатний вік | Постпрацездатний вік |
| -------- | ------- | ------------------ | ---------------- | -------------------- |
| Чоловіки | 143     | 26                 | 103              | 14                   |
| Жінки    | 148     | 27                 | 93               | 28                   |
| Разом    | 291     | 53                 | 196              | 42                   |